# 1765 Врубель
1765 Врубель (1765 Wrubel) — астероїд головного поясу, відкритий 15 грудня 1957 року.
Тіссеранів параметр щодо Юпітера — 3,085.